# Mignières
Mignières är en kommun i departementet Eure-et-Loir i regionen Centre-Val de Loire strax norr om centrala Frankrike. Kommunen ligger i kantonen Chartres-Sud-Ouest som tillhör arrondissementet Chartres. År 2022 hade Mignières 1 157 invånare.

## Befolkningsutveckling
Antalet invånare i kommunen Mignières
Referens:INSEE